# Encarsia lounsburyi
Encarsia lounsburyi é uma espécie de insetos himenópteros, mais especificamente de vespas parasíticas pertencente à família Aphelinidae.
A autoridade científica da espécie é Berlese & Paoli, tendo sido descrita no ano de 1916.
Trata-se de uma espécie presente no território português.